# Marcha Orientalis
Marcha Orientalis (også Marchia Orientalis) er en betegnelse for en del af det østfrankiske rige, der blev etableret i 843. Området er den første politisk-geografiske afgrænsning af det der senere bliver til Østrig.
Den nordlige Avarermark og den sydligere mark Karantanien udgjorde oprindelig tilsammen en stødpude mod avarerne som grænsemarker, der skulle beskytte Karl den Stores rige mod en invasion. Områderne var etableret omkring år 800 øst for det i Frankerriget indlemmede Bayern. Traktaten i Verdun, der regulerede avefølgestriden efter Karl den Stores død, var årsagen til, at begge de to autonome marker blev optaget i det østfrankiske rige i 843. Området, som tidligere havde navnet Avarermarken, bærer fra 900-tallet navnet Marcha Orientalis. Det strakte sig fra Enns i vest til Morava og Leitha i øst og stod under den østfrankiske konge Ludvig II.
I 976 blev Leopold 1. af Babenberg-slægten forlenet med denne mark, og det bliver herefter Markgrevskabet Østrig. I 996 anvendes navnet Ostarrîchi i en officiel kundgørelse, og Marcha Orientalis mister herefter sin betydning.
Betegnelsen Ostarrîchi, som senere bliver til Österreich, kan have været en dagligdags form af Marcha Orientalis. Latin var ikke almindelig behersket af folk i middelalderen, og det var almindeligt, at latinske navne blev forvansket.
 Der er for få eller ingen kildehenvisninger i denne artikel, hvilket er et problem. Du kan hjælpe ved at angive troværdige kilder til de påstande, som fremføres i artiklen.